# 孙家沟镇
孙家沟镇，原为孙家沟乡，是中华人民共和国山西省忻州市保德县下辖的一个乡镇级行政单位。2021年5月，撤销窑洼乡、孙家沟乡，合并设立孙家沟镇。以原窑洼乡和原孙家沟乡的行政区域为孙家沟镇的行政区域。

## 行政区划
孙家沟镇下辖以下地区：
孙家沟村、袁家庄村、焉则村、桑林村、赵家山村、梨树则村、太平沟村、香草峁村、青草沟村、王偏梁村、羊路河村、苇树局村、牧塔村、郭偏梁村、化树塔村、新畦村、秦家寨村、付家圪台村、阳市坪村、牙前塔村、后塔村、王家里村、郝家塔村、张家沟村、土门村、郭家占村、木瓜耳村、杜家塔村、沟底塔村、前河塔村、北山村、东山村和栲栳梁村。